# Myers Brothers 200 1961
Myers Brothers 200 1961 var ett stockcarlopp ingående i Nascar Grand National Series (nuvarande Nascar Cup Series) som kördes 10 juni 1961 på den 0,250 mile (402,3 meter) långa ovalbanan Bowman Gray Stadium i Winston-Salem i North Carolina. Totalt avverkades 50 miles (80.467 km) fördelat på 250 varv. Banunderlaget var asfalt. Loppet vanns av Rex White i en Chevrolet ägd av White själv på tiden 1:10.14. Whites snitthastighet var 42,714 mph. Prispotten uppgick till 3 985 dollar, varav 900 dollar gick till segraren.
Loppet är uppkallat efter Bobby Myers som omkom i en krasch på Darlington Raceway 2 september 1957 och hans äldre bror Billy Myers som dog i en hjärtinfarkt under ett lopp på Bowman Gray Stadium 12 april 1958.

## Resultat
| Plc     | Nr | Förare           | Team/ bilägare       | Konstruktör | Start | Varv | Ledda varv |
| ------- | -- | ---------------- | -------------------- | ----------- | ----- | ---- | ---------- |
| 1       | 4  | Rex White        | Rex White            | Chevrolet   | 4     | 200  | i.u.       |
| 2       | 7  | Jim Reed         | Jim Reed             | Chevrolet   | 3     | 200  | i.u.       |
| 3       | 27 | Junior Johnson   | Rex Lovette          | Pontiac     | 1     | 199  | i.u.       |
| 4       | 85 | Emanuel Zervakis | Monroe Shook         | Chevrolet   | 8     | 198  | i.u.       |
| 5       | 43 | Richard Petty    | Petty Enterprises    | Plymouth    | 6     | 198  | i.u.       |
| 6       | 11 | Ned Jarrett      | B.G. Holloway        | Chevrolet   | 7     | 196  | i.u.       |
| 7       | 86 | Buck Baker       | Buck Baker Racing    | Chrysler    | 22    | 195  | i.u.       |
| 8       | 48 | G.C. Spencer     | GC Spencer Racing    | Chevrolet   | 20    | 193  | i.u.       |
| 9       | 54 | Jimmy Pardue     | Jimmy Pardue         | Chevrolet   | 18    | 192  | i.u.       |
| 10      | 23 | Doug Yates       | Raeford Johnson      | Plymouth    | 13    | 188  | i.u.       |
| 11      | 14 | Jim Paschal      | Julian Petty         | Pontiac     | 5     | 186  | i.u.       |
| 12      | 68 | Pete Boland      | Curtis Crider        | Ford        | 11    | 185  | i.u.       |
| 13      | 42 | Maurice Petty    | Petty Enterprises    | Plymouth    | 10    | 184  | i.u.       |
| 14      | 19 | Herman Beam      | Herman Beam          | Ford        | 15    | 183  | i.u.       |
| 15      | 62 | Curtis Crider    | Curtis Crider        | Ford        | 14    | 181  | i.u.       |
| 16      | 71 | Bob Barron       | Bob Barron           | Dodge       | 19    | 174  | i.u.       |
| 17      | 8  | Larry Thomas     | i.u.                 | Chevrolet   | 21    | 150  | i.u.       |
| 18      | 21 | Glen Wood        | Wood Brothers Racing | Ford        | 2     | 124  | i.u.       |
| 19      | 97 | Harry Leake      | Harry Leake          | Chevrolet   | 12    | 87   | i.u.       |
| 20      | 17 | Fred Harb        | Fred Harb            | Ford        | 16    | 83   | i.u.       |
| 21      | 34 | Wendell Scott    | Scott Racing         | Chevrolet   | 9     | 78   | i.u.       |
| 22      | 93 | Lee Reitzel      | Lee Reitzel          | Ford        | 17    | 36   | i.u.       |
| Källor: |    |                  |                      |             |       |      |            |